# Liste der Bodendenkmäler in Hilden
In der Liste der Bodendenkmäler in Hilden sind die Bodendenkmäler der nordrhein-westfälischen Stadt Hilden aufgelistet.

## Bodendenkmal
| Bild           | Bezeichnung                  | Lage                   | Beschreibung | Bauzeit | Eingetragen seit | Denkmal- nummer |
| -------------- | ---------------------------- | ---------------------- | ------------ | ------- | ---------------- | --------------- |
| weitere Bilder | Ringwallanlage Holterhöfchen | Am Holterhöfchen Karte |              |         | 09.04.1985       | B1              |